# Universität für Technologie Tsukuba

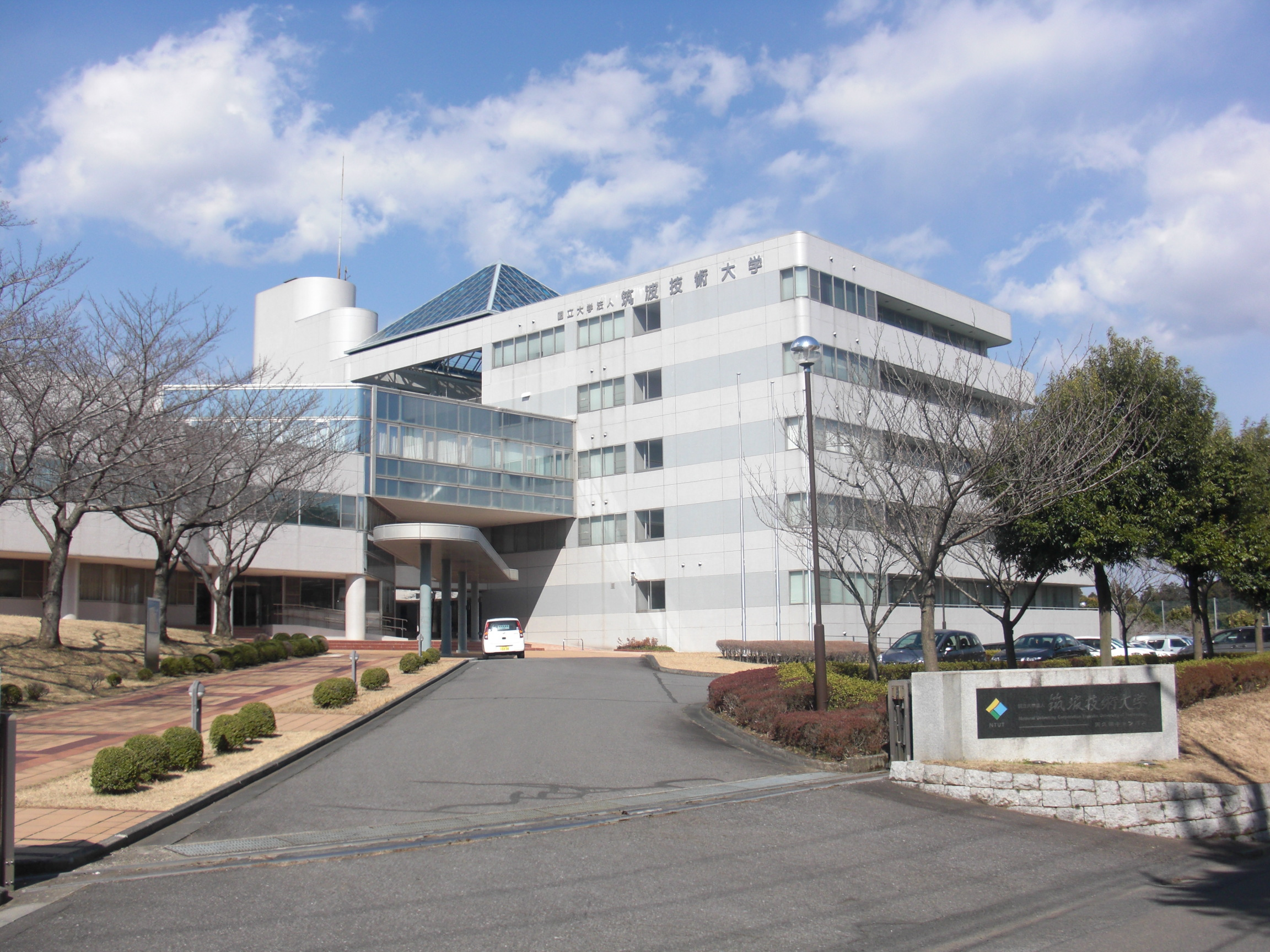
Amakubo-Campus (2012)

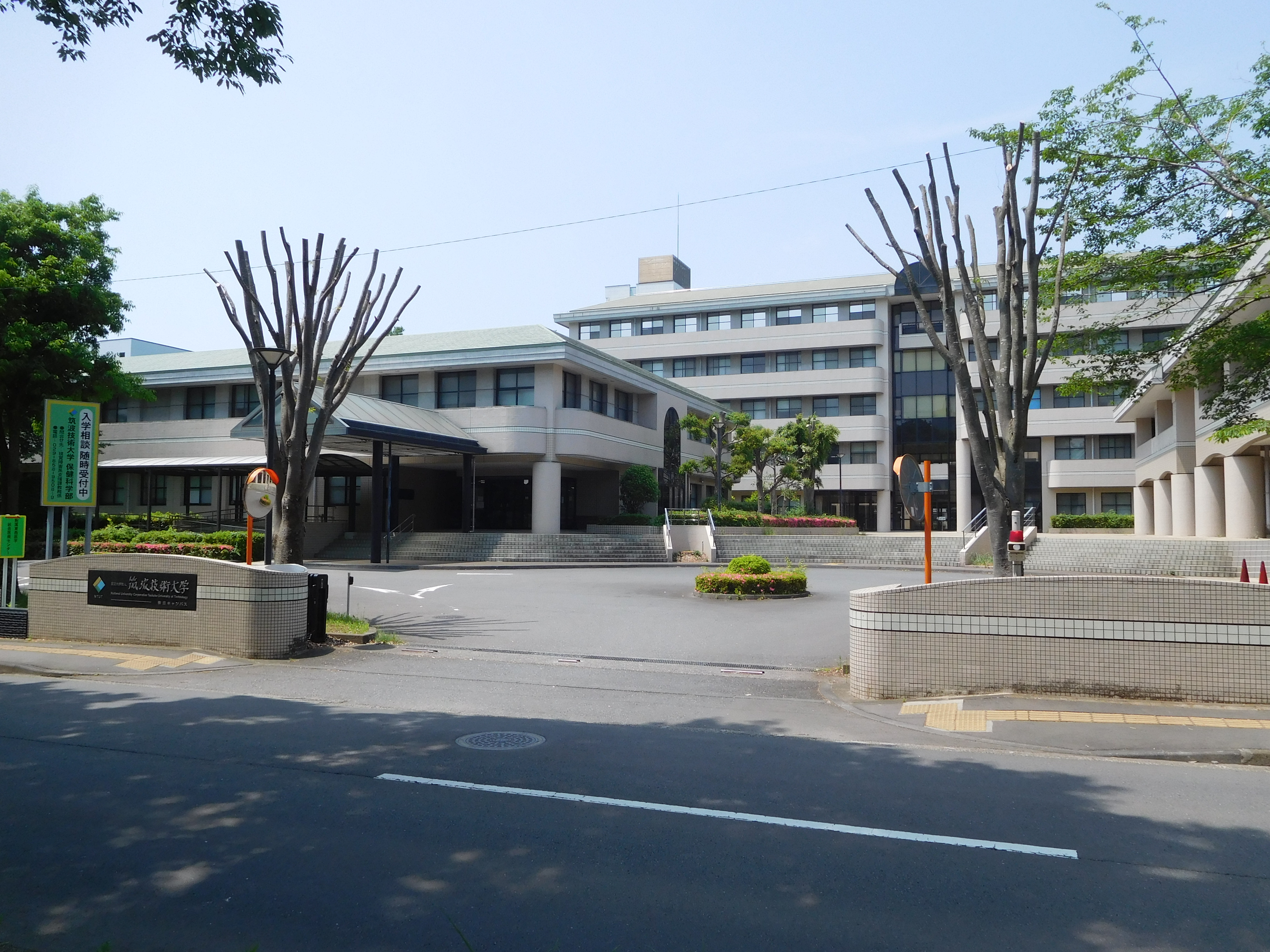
Kasuga-Campus (2018)

Die Universität für Technologie Tsukuba (japanisch 筑波技術大学 Tsukuba gijutsu daigaku; engl. National University Corporation Tsukuba University of Technology, kurz: NTUT) ist eine staatliche Universität in Tsukuba in der Präfektur Ibaraki (Japan). Sie ist eine Hochschule für blinde/sehbehinderte und/oder gehörlose/schwerhörige Studenten.
Gegründet wurde die Universität 1987 als dreijährige Kurzuniversität für Technologie Tsukuba (筑波技術短期大学, Tsukuba gijutsu tanki daigaku). Im Oktober 2005 entwickelte sie sich zur vierjährigen Universität für Technologie Tsukuba. 2010 richtete sie die Graduiertenschule (Masterstudiengänge).

## Fakultäten
- Amakubo-Campus (in Tsukuba, Präfektur Ibaraki, 36° 6′ 15,8″ N, 140° 6′ 39,2″ OKoordinaten: 36° 6′ 15,8″ N, 140° 6′ 39,2″ O):
  - Fakultät für Industrielle Technologie (für gehörlose/schwerhörige Studenten)
    - Abteilung für Industrielle Informationswissenschaften
- Studiengänge: Informationswissenschaft / Fortgeschrittener Maschinenbau / Architektur / Assistive Technologie
    - Abteilung für Synthetic Design
- Studiengänge: Creative Design / Assistive Technologie

- Kasuga-Campus (in Tsukuba, Präfektur Ibaraki, 36° 5′ 47″ N, 140° 6′ 2,5″ O):
  - Fakultät für Gesundheitswissenschaften (für blinde/sehbehinderte Studenten)
    - Abteilung für Gesundheitswissenschaften
- Studiengänge: Akupunktur und Moxibustion / Physiotherapie
Die Uni hat eine angegliederte Tagesklinik, „Zentrum für Integrative Medizin“ (東西医学統合医療センター). Fach: Akupunktur und Moxibustion / Anma, Massage und Shiatsu[6]
    - Abteilung für Informationswissenschaften